# جونده‌ماهی‌ها
جونده‌ماهی‌ها (نام علمی: Manducus) نام یک سرده از تیره گوشه‌دهانان است.